# Дирхаген
Дирхаген (њем. Dierhagen) општина је у њемачкој савезној држави Мекленбург-Западна Померанија. Једно је од 64 општинска средишта округа Нордфорпомерн. Према процјени из 2010. у општини је живјело 1.614 становника. Посједује регионалну шифру (AGS) 13057022.

## Географски и демографски подаци
Дирхаген се налази у савезној држави Мекленбург-Западна Померанија у округу Нордфорпомерн. Општина се налази на надморској висини од 3 метра. Површина општине износи 27,5 km². У самом мјесту је, према процјени из 2010. године, живјело 1.614 становника. Просјечна густина становништва износи 59 становника/km².